# NGC 5547
NGC 5547 هو اصطدام مجري، يقع في كوكبة الدب الأصغر. اكتشف في 20 ديسمبر 1797، وقد اكتشفه ويليام هيرشل.

## روابط خارجية
- NGC 5547 على موقع ويكي سكاي: DSS2, SDSS, GALEX, IRAS, Hydrogen α, X-Ray, Astrophoto, Sky Map, Articles and images